# Mécoulin
Le Mécoulin (parfois orthographié Mécoulèn) est une pâtisserie typique de Cogne, en Vallée d'Aoste.

## Histoire
À l'origine, le mécoulin était le gâteau de Noël à Cogne. Il est désormais disponible toute l'année dans les pâtisseries locales.
Il ressemble à un autre gâteau valdôtain, ayant le même aspect et la même fonction, la Micóoula.

## Description
C'est un pain doux aromatisé avec des raisins secs et du rhum.